# Bjärka-Säby slott
Nya Slottet Bjärka-Säby är ett slott i Vists socken, Hanekinds härad i Östergötland. Det är beläget i den mindre orten med samma namn (Bjärka-Säby), 2 mil sydöst om Linköping, resp. 4 kilometer norr om Bestorp inom Linköpings stift.

## Slottsbyggnad
Bjärka-Säby nya slott är en slottsbyggnad i barockstil med säteritak, belägen i ett lövängslandskap öster om Stora Rängen, 250 meter nordöst om Bjärka-Säby gamla slott. Interiören har däremot karaktär av sent 1700-tal.
Slottet ägs av Sionförsamlingen i Linköping, och fungerar som kurs-, konferens-, församlings- och retreatgård. 

## Historik

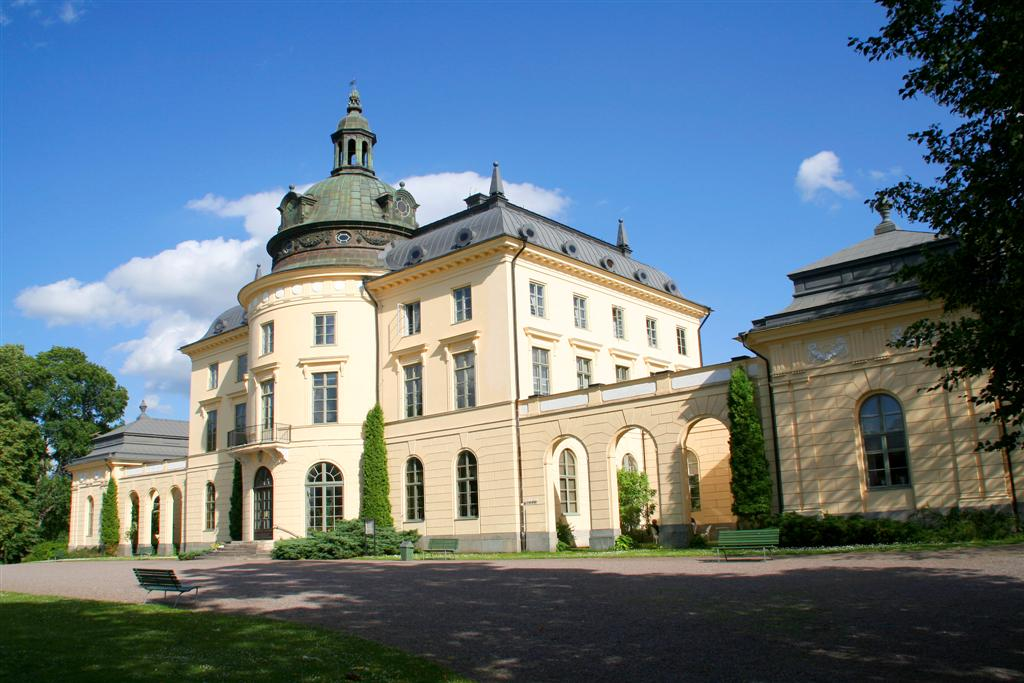
Bjärka Säby, nya slottet från nordväst.

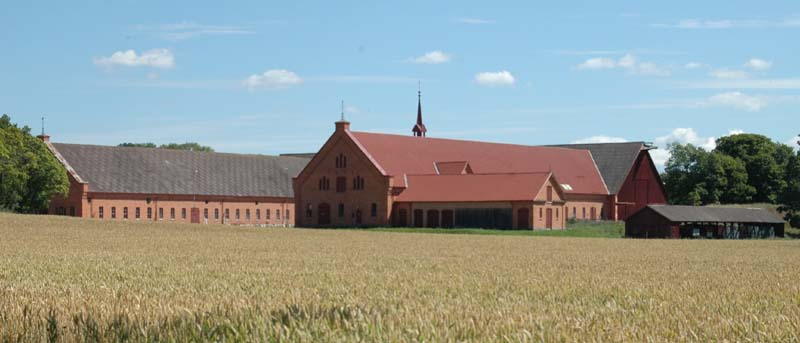
Ladugården.

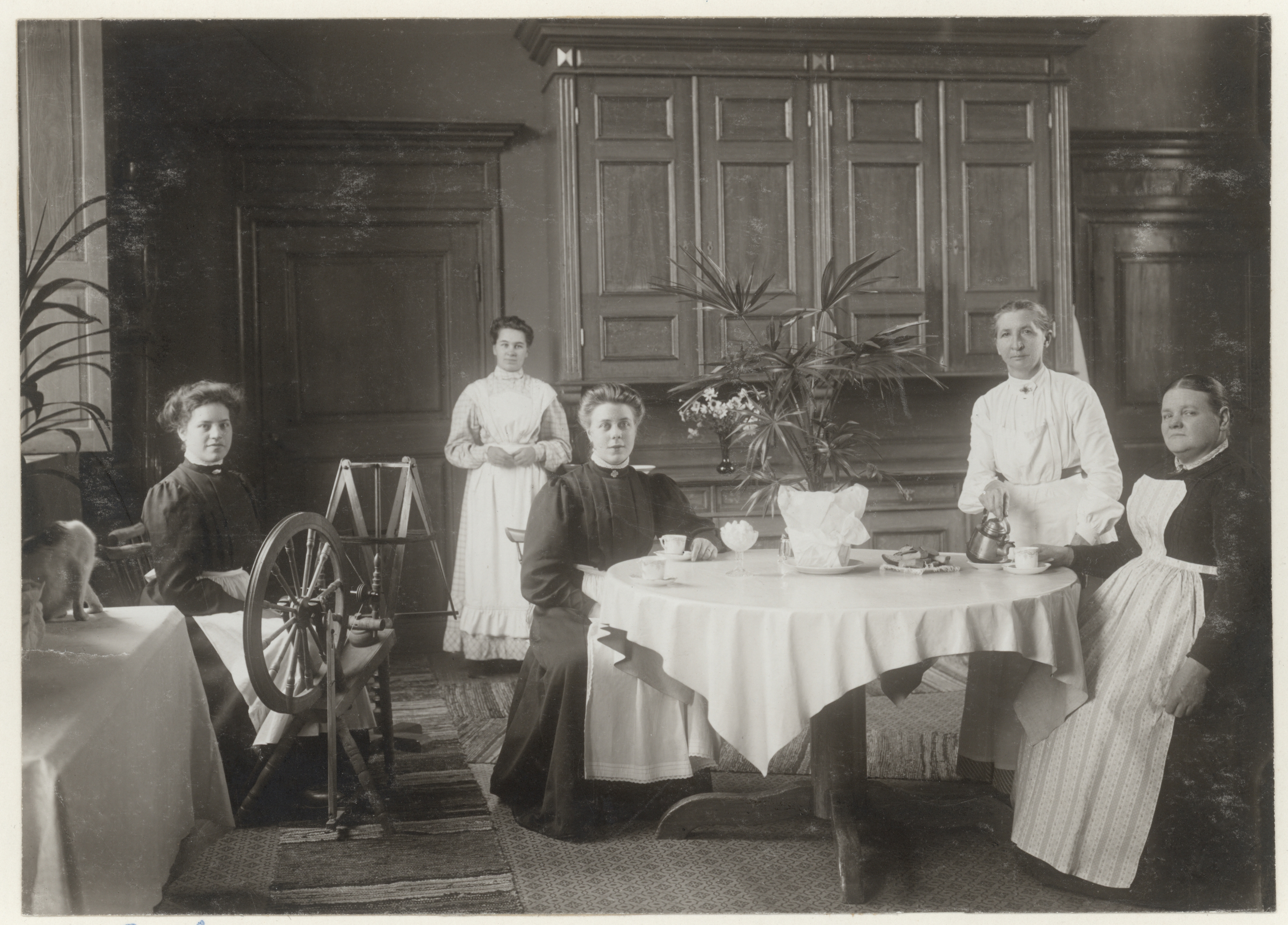
Slottets tjänare samlade i köket 1909.

På uppdrag av Germund Ludvig Cederhielm utarbetade arkitekten Fredrik Magnus Piper (1746–1824) en serie förslag till manbyggnad i nyklassicistisk stil i enlighet med byggherrens speciella önskemål. Bygget kom igång 1791 och blev klart strax innan sekelskiftet 1799/1800. Det omgivande landskapet omgestaltades till en engelsk park. När det gällde trädgårdsarkitektur var Piper rätt man på rätt plats. Han var den tidens främste trädgårdsarkitekt, mer känd som sådan än som byggnadsarkitekt.
År 1872 övertogs godset av konsul Oscar Ekman (1812–1907). Han och hans son Oscar utvecklade godset till ett mönsterjordbruk. Familjen Ekman uppförde skola, ålderdomshem, sjukstuga och arbetarbostäder. Intresset för bygdens historia var stort och mycket av äldre tids bebyggelse finns idag bevarat.
En ombyggnad skedde 1894–1898 av slottsarkitekten Agi Lindegren. Han genomförde då den höga takresningen, som gör att slottet fick ett barockmässigt utseende som skiljer sig från Pipers formspråk och som påminner om Riddarhuset i Stockholm. Även tornet är en skapelse av Lindegren. 
Under godsets ägor fanns ett stort antal gårdar och torp.
Efter förslag av professor Sigurd Curman och arkitekt Erik Fant utfördes 1920–1921 en restaurering av interiören, så att denna åter speglar det sena 1700-talet. Exteriören har däremot fått behålla utseendet från Agi Lindgrens ombyggnad.
Familjen Ekman donerade slottet och slottsparken till Sionförsamlingen i Linköping, som äger det sedan 1 april 1980. 

## Bjärka-Säby slottskapell
I Nya Slottets östra flygel inreddes år 1878 ett slottskapell. Det rektangulära rummet med kor i norr invigdes till gudstjänstlokal år 1884. Kapellet är utfört i en enkel nyklassicistisk stil med stora rundbågiga fönster inramade med pilastrar och plant tak med dekorativa målningar. Altartavlan, också mellan tvenne pilastrar, visar Kristus som förlossare. I taket åskådliggörs den första nattvarden och korsbärandet. Predikstolen står till vänster i koret, på kapellets evangeliesida.

### Orgel
- År 1841 fanns en piporgel som på 1840-talet såldes till Hospitalskyrkan i Linköping.
- År 1986: Uppsättning här av ett mekaniskt orgelverk, som tidigare har ägts av Sture Petri. Instrumentet består av äldre material. Väderlådan och Flöjt Amabile 8’ kommer från en orgel i Barkeryds kyrka, Småland, byggd 1873 av Erik Nordström. Ny fasad från 1986. Orgeln övertogs 2015 av Endrei Tarnai, orgelbyggare från Budapest.

#### Disposition
| Manual           | Pedal   |
| Flöjt Amabile 8’ | bihängd |
| Principal 4’     |         |
| Dolce 4’         |         |
| Waldflöjt 2’     |         |
| Kvinta 1 1/3’    |         |

- År 2015 flyttades orgeln från Sionförsamlingens tidigare gudstjänstlokal i Linköping till Nya Slottets kapell. För att öka ljusinsläppet i kapellet placerades orgeln öster om det södra kapellfönstret, istället för som tidigare mitt för detta fönster.

#### Kronologi
- 1954: Bruno Christensen byggde en helmekanisk kororgel för Grensholms gods, Vånga socken, Östergötland. Orgeln var placerad i Augustin Mannerheims bibliotek.
- 1984: Orgeln flyttades till Pingstkyrkan, Linköping.

#### Disposition
| Huvudverk         | Positiv      | Pedalverk       | Koppel            |
| Trægedakt 8'      | Quintatøn 8' | Subbas 16'      | Huvudverk/pedal   |
| Principal 4'      | Rørfløjte 4' | Gedakt 8'       | Positiv/pedal     |
| Waldfløjte 2'     | Principal 2' | Kobbelfløjte 2' | Positiv/huvudverk |
| Mixtur II-III kor | Terz 1 3/5'  | Sordun 16'      |                   |
| Regal 8'          | Nasat 1 1/3' | Vox humana 4'   |                   |
|                   | Cymbel I kor |                 | Tremolo           |

## Slottspark
Kring slottet finns ett herrgårdspräglat landskap. Den stora mängden gamla ekar gör att här finns en mycket rik flora och fauna. Forskning har här bedrivits på dårgräsfjärilen och läderbaggen.

### Webbkällor
- Nya Slottet Bjärka-Säbys officiella webbplats
- Bjärka Säby slott (Kulturnät Östergötland)
- Bjärka Säby slott (Marie Boström, Sätra skola)